# Dimităr Penev
Dimităr Duškov Penev in bulgaro Димитър Душков Пенев? (Mirovjane, 12 luglio 1945) è un allenatore di calcio ed ex calciatore bulgaro, di ruolo difensore.

## Biografia
È lo zio di Ljuboslav Penev.

## Caratteristiche tecniche
Era un difensore centrale, marcatore arcigno o libero per la sua capacità di guidare la difesa (fu capitano del CSKA e della nazionale bulgara).

## Carriera

### Giocatore
Da calciatore ha militato nel Lokomotiv Sofia e nel CSKA Sofia, oltre a vestire la maglia della nazionale bulgara al mondiale del 1966, al Mondiale del 1970 e al Mondiale del 1974.

### Allenatore
Da allenatore iniziò nel 1977, allenando il Dimitrovgrad. Dopo avere allenato i kuwaitiani dell'Al-Yarmouk dal 1983 al 1985 e il CSKA Sofia dal 1985 al 1991, passò a guidare la nazionale bulgara, ruolo mantenuto sino al 1996.
Assunte le redini della nazionale dopo la mancata qualificazione all'Europeo del 1992 in Svezia, Penev riuscì a qualificare la squadra al campionato del mondo 1994 battendo, il 17 novembre 1993 a Parigi, la Francia per 2-1, guadagnando un posto tra le finaliste del torneo proprio a danno dei transalpini. Nell'estate del 1994 la squadra balcanica fu una delle sorprese del Mondiale. Dopo avere battuto l'Argentina vice-campione del mondo in carica per 2-0 nella fase a gironi, compì l'impresa eliminando la Germania campione del mondo in carica, sconfitta per 2-1. La squadra di Penev raggiunse così per le semifinali del Mondiale, risultato senza precedenti nella storia della nazionale bulgara. Il 13 luglio, a New York, la Bulgaria venne sconfitta per 2-1 dall'Italia e il 16 luglio a Los Angeles venne sconfitta dalla Svezia per 4-0 nella finale per il terzo posto, ma la stampa locale e non solo elogiò ampiamente i calciatori e l'allenatore della nazionale.
Penev qualificò la squadra anche a Euro 1996. Inserita nel gruppo B con Spagna, Romania e Francia, dopo l'1-1 iniziale con la Spagna, la Bulgaria vinse per 1-0 contro la Romania, ma nell'ultima partita arrivarono la sconfitta per 3-1 contro la Francia e il contemporaneo 2-1 della Spagna sui rumeni, risultati che qualificarono francesi e spagnoli ed eliminarono i bulgari. Dopo l'Europeo inglese Penev rassegnò le dimissioni da CT della nazionale.
Dopo aver allenato Spartak Varna, CSKA Sofia e, in Cina, il Liaoning, nel 2007 Penev venne richiamato a guidare la Bulgaria dopo le dimissioni di Hristo Stoičkov, stella della nazionale allenata da Penev nei primi anni '90.
Dal 2008 al 2009 allenò nuovamente il CSKA Sofia. Si dimise per contrasti con la dirigenza, ma nell'aprile 2010 tornò nuovamente sulla panchina del club bulgaro, dove rimase per altri due anni.

## Palmarès

### Giocatore

#### Club
- Campionato bulgaro: 8

Lokomotiv Sofia: 1963-1964
CSKA Sofia: 1966, 1969, 1971, 1972, 1973, 1975, 1976
- Coppa dell'Esercito sovietico: 5

CSKA Sofia: 1965, 1969, 1972, 1973, 1974

#### Individuale
- Calciatore bulgaro dell'anno: 2

1967, 1971

### Allenatore
- Campionato bulgaro: 3

CSKA Sofia: 1988-1989, 1989-1990, 2007-2008
- Coppa di Bulgaria: 2

CSKA Sofia: 1988-1989, 2005-2006
- Supercoppa di Bulgaria: 2

CSKA Sofia: 1989, 2008